# Microtus miurus
Microtus miurus là một loài động vật có vú trong họ Cricetidae, bộ Gặm nhấm. Loài này được Osgood mô tả năm 1901.

## Hình ảnh

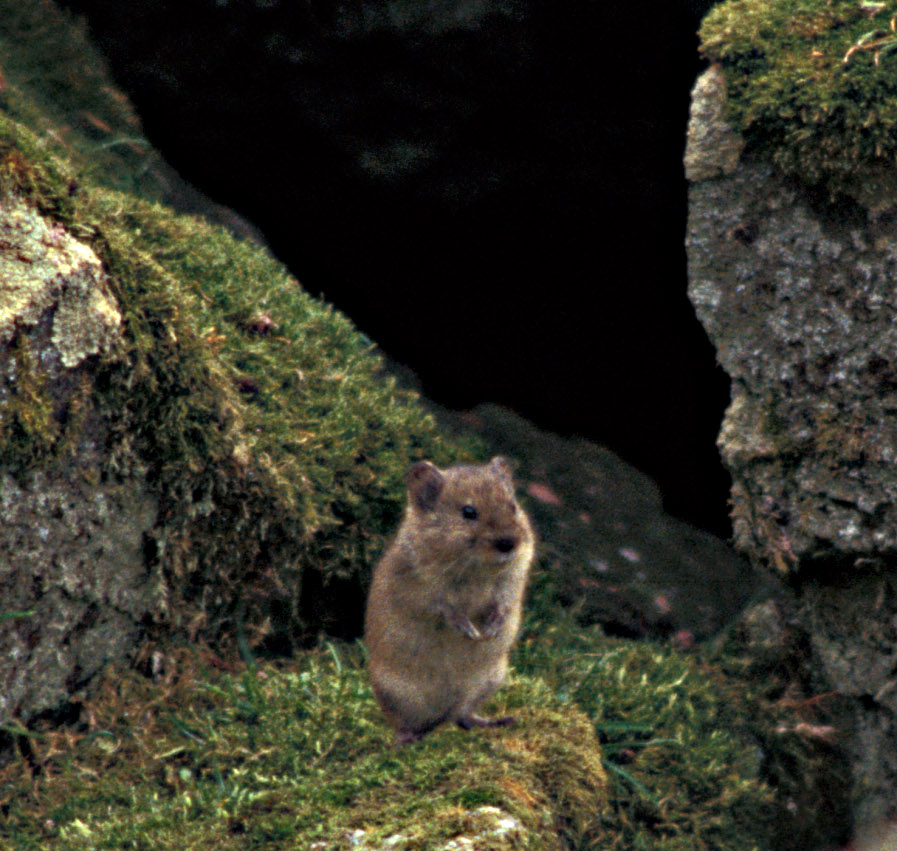
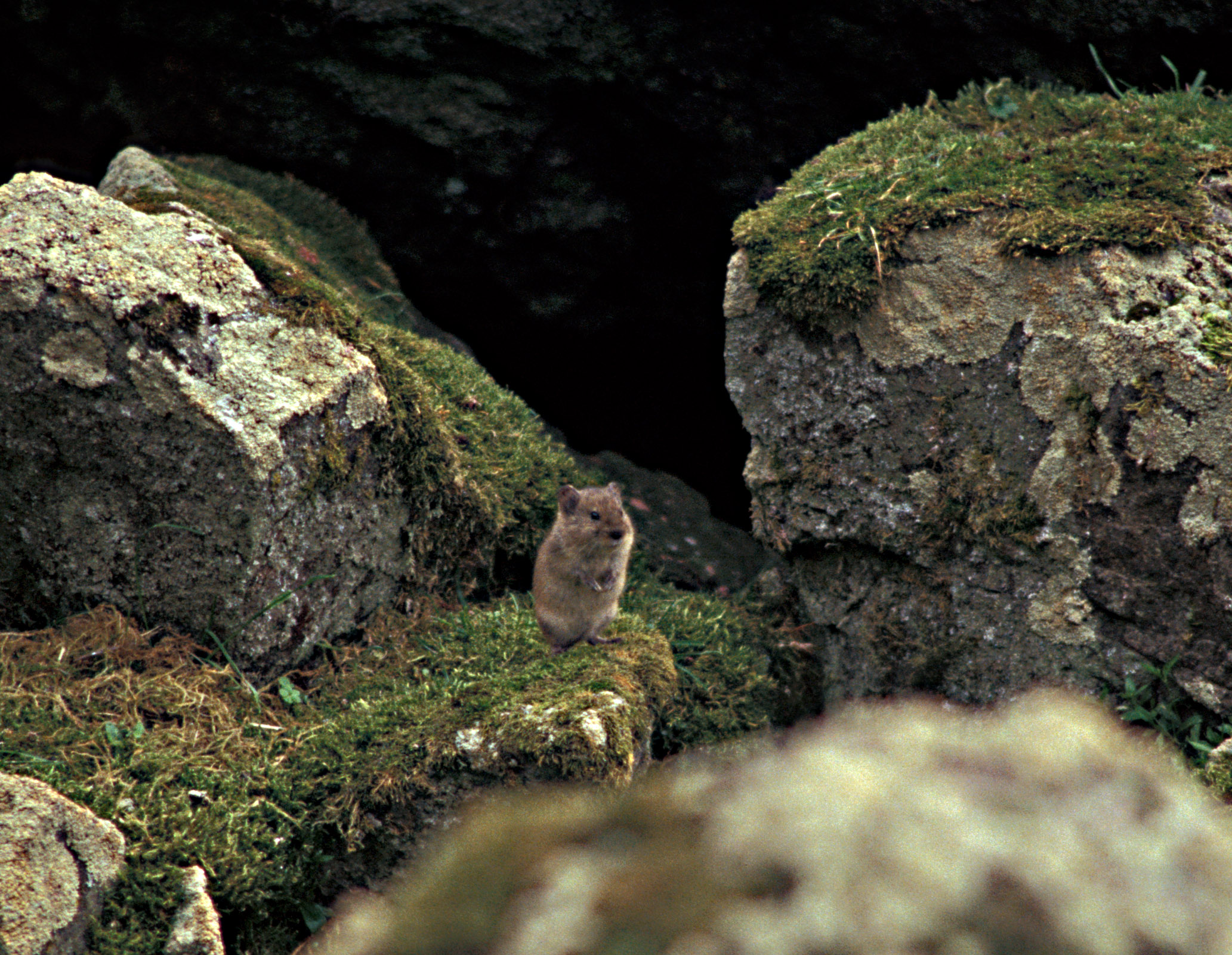